# بادي لوغان
بادي لوغان (بالإنجليزية: Paddy Logan)‏ (1 يناير 1877 بغلاسكو في المملكة المتحدة - 9 ديسمبر 1957) هو لاعب كرة قدم بريطاني (وحمل سابقاً جنسية المملكة المتحدة لبريطانيا العظمى وأيرلندا) في مركز مهاجم داخلي. لعب مع نادي أرسنال ونادي برينتفورد ونادي ريدنغ ونادي ماذرويل ونوتس كاونتي.